# Екатеринославский егерский корпус
Екатеринославский егерский корпус — пехотное подразделение армии Российской империи в XVIII веке.
22 июня 1783 года из егерских команд, отделённых от разных мушкетёрских полков и гарнизонных батальонов были сформированы шестиротные полевые батальоны: 1, 2, 3 и 4-й Харьковские и 1, 2, 3 и 4-й Белорусские. 14 января 1785 года 1-й Харьковский и 4-й Белорусский полевые батальоны были переименованы в 1-й и 2-й Черноморские полевые батальоны. В 1787 году эти батальоны с добавлением к ним рекрутов пошли на формирование Екатеринославского егерского корпуса.
29 ноября 1796 года Екатеринославский егерский корпус был упразднён, и на его основе сформированы отдельные 9-й и 10-й егерские батальоны. Впоследствии эти батальоны были переформированы в полки. При окончательном упразднения номерных егерских полков в 1833 году судьба этих полков сложилась следующим образом:
Батальоны 3-го карабинерного полка (наследника 9-го егерского батальона) по одному были присоединены к гренадерским полкам Киевскому, Таврическому и Московскому. 9-й егерский полк (наследник 10-го егерского батальона) был присоединён к Костромскому пехотному полку.
Екатеринославский егерский корпус принимал участие в кампании 1787—1792 годов против турок, причём отличился при штурмах Очакова и Измаила, и Закубанских походах, в 1794 году сражался в Польше с повстанцами Костюшко.